# Monica Äijä
Kerstin Monica Äijä (Kiruna, 17 febbraio 1963) è un'ex sciatrice alpina svedese.

## Biografia
Specialista delle prove tecniche originaria di Abisko di Kiruna, Monica Äijä ottenne il primo piazzamento in Coppa del Mondo il 24 marzo 1984 a Oslo in slalom speciale (14ª) e in quella stessa stagione 1983-1984 in Coppa Europa fu 3ª nella classifica di slalom speciale; l'anno dopo conquistò il miglior piazzamento in Coppa del Mondo, l'11 gennaio 1985 a Bad Kleinkirchheim in slalom speciale (6ª), e in quella stagione 1984-1985 in Nor-Am Cup fu 3ª sia nella classifica generale, sia in quella di slalom gigante. In Coppa Europa fu 3ª nella classifica di slalom gigante sia nella stagione 1985-1986, sia nella stagione 1986-1987; ottenne l'ultimo piazzamento in Coppa del Mondo il 13 dicembre 1987 a Leukerbad in slalom speciale (13ª) e ai successivi XV Giochi olimpici invernali di Calgary 1988, sua unica presenza olimpica nonché congedo agonistico, non completò né lo slalom gigante né lo slalom speciale. Non ottenne piazzamenti ai Campionati mondiali.

## Palmarès

### Coppa del Mondo
- Miglior piazzamento in classifica generale: 38ª nel 1985

### Coppa Europa
- Miglior piazzamento in classifica generale: 10ª nel 1987

### Nor-Am Cup
- Miglior piazzamento in classifica generale: 3ª nel 1985[5]

### Campionati svedesi
- 4 ori (slalom speciale nel 1982; slalom speciale nel 1983; slalom gigante nel 1986; slalom gigante nel 1987)[2]